# Pump It Up

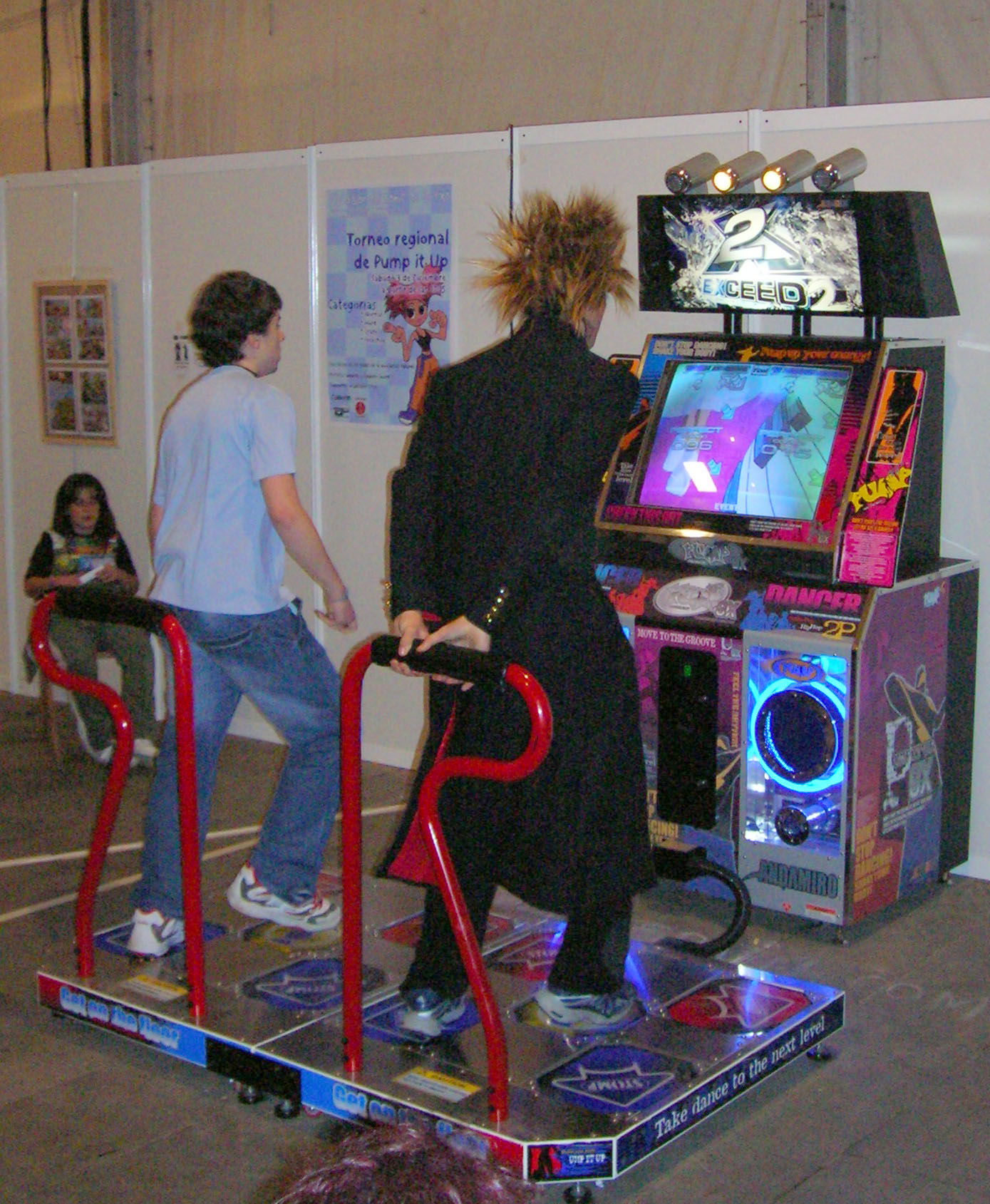
comic con pump it

Pump It Up é uma máquina de simulação de dança criada em 1999 pela empresa sul-coreana Andamiro, lançada inicialmente no seu país de origem e posteriormente sendo lançada em diversos outros países da Ásia, Europa e América. Obteve um grande êxito comercial na América Latina.
A Pump It Up, comumente referida na indústria pela abreviação PIU, possui 26 versões: 1st Dance Floor, 2nd Dance Floor, 3rd O.B.G (Oldies But Goodies), O.B.G. Season Evolution, The Collection, Perfect Collection, Extra, The Premiere, The Premiere2, The Premiere3, Rebirth, The Prex, The Prex2, The Prex3, Exceed, Exceed 2, Zero, NX, NX2, NXA, Fiesta, Fiesta EX, Fiesta 2, Prime, Prime 2 e sua versão atual XX.
As versões citadas acima são para arcade, sendo que a Perfect Collection, Rebirth e The Prex 3 têm versões para PC. Além do PS2 que tem as versões Exceed SE e Exceed; e o Xbox que possui apenas a versão Exceed SE.
O êxito comercial da Pump It Up proporcionou o surgimento de diversas comunidades de fãs e jogadores ao redor do mundo, semelhante ao movimento acontecido com o jogo Dance Dance Revolution, produzido pela empresa japonesa Konami e lançado em 1998. As atividades das comunidades se intensificaram, proporcionando o surgimento de competições por todo o mundo, em campeonatos desde municipais até internacionais, sendo o mais notável o World Pump Festival, oficializado pela Andamiro e realizado na Coreia do Sul em 2005 e 2006, com a edição de 2007 realizada no México.

## Jogabilidade
A jogabilidade da Pump consiste em uma plataforma conectada ao gabinete de vídeo com 5 botões de cada lado: 2 azuis inferiores, 2 vermelhos superiores e 1 amarelo central. Durante a música, sequências de setas irão aparecer na tela de baixo para cima de acordo com a música em direção a barra superior de setas, a sequence zone, e o jogador deve pressionar as setas no momento em que elas entrarem na sequence zone na parte superior da tela. Quando houver passos duplos eles devem ser pisados ao mesmo tempo, assim como passos triplos em músicas de níveis mais altos. No caso de setas esticadas, os long notes, também chamados de freezes, o jogador deve pisar e segurar o botão indicado até que ele termine, caso contrário será acusado como um erro.
De acordo com a precisão que as setas forem pressionadas, aparecerá um dos seguintes julgamentos na tela: 
Perfect - A seta foi pisada corretamente no ritmo certo.
Great - A seta foi pisada ligeiramente fora do ritmo.
Good - A seta foi pisada fora da sequence zone, mas ainda dentro do ritmo.
Bad - A seta foi pisada fora da sequence zone.
Miss - A seta não foi pisada na sequence zone.
Ao conseguir a partir de 4 Perfects ou Greats, será contado um combo, que consiste em indicar quantas setas corretas foram pisadas em sequência. O combo consiste de Perfecs e Greats, sendo que Goods não sobem combo e Bads e Miss quebram o combro. Em versões antigas, o Good ainda quebra o combo, sendo que nas versões novas apenas não conta como combo, mas não o quebra.
A barra de vida em cima da sequence zone é chamada de life gauge, e mostra como está o desempenho do jogador em relação à música. Perfects ou Greats irão encher a barra de vida, Goods não irão mudá-la e Bads ou Miss irão esvaziá-la. Se a opção Stage Break estiver ativada, a música irá "estourar" e será interrompida no momento que a barra esvaziar, seguido de uma mensagem: Hey! Why Don't U Just Get Up And Dance Man! e em seguida Game Over. Essa opção pode ser desativada na configuração da Pump, mas isso sempre irá ocorrer caso sejam feitos 51 miss consecutivos. O modo Mission Station é uma exceção, no qual o Stage Break estará sempre ativado.
Ao terminar a música, será dada uma nota de acordo com a precisão do jogador. As notas existentes são:
SSS: O jogador acertou 100% das setas com Perfect.
SS: O jogador acertou 100% das setas sem tirar nenhum 'good' ou 'bad'.
S: O jogador acertou 100% das setas, seja qual for sua precisão, desde que não ocorra um 'miss'.
A: O jogador acertou entre 90 e 95% das setas
B: O jogador acertou entre 85 e 89% das setas
C: O jogador acertou entre 80 e 84% das setas
D: O jogador acertou entre 75 e 79% das setas
F: O jogador acertou menos de 74% das setas, e não foi aprovado.
Durante o jogo são jogadas 3 músicas a serem escolhidas pelo jogador. Caso ele consiga 3 vezes a nota A ou S, será concedida uma quarta música de bônus.

A partir da versão XX as notas tiveram algumas alterações:
- Caso um jogador estoure a barra acima da sequence zone (No caso zerar esta barra), em vez de tirar apenas um ''A'' este irá aparecer com uma forma ''quebrada'' e com uma cor acinzentada. Isso ocorre apenas no Full mode.
- Acertar todas as notas com 'perfect','great','good' ou 'bad' concederá um ''S'', com 'perfect' ou 'great' dois ''S'' e apenas 'perfect' três ''S''. 

### Códigos
Existem diversos códigos que podem ser utilizados na Pump para diversos efeitos. Cada código possui sua própria sequência, que deve ser inserida na tela de seleção de músicas antes de escolher a música, ou no caso das versões antigas também podem ser inseridos na tela de seleção de modos. Ao inserir cada código haverá um som de confirmação, e o ícone correspondente aparecerá na tela. Os códigos existentes na Pump são:
- Speed 1x, 2x, 3x, 4x, 5x, 6x, 8x e Random Velocity(RV): - Determina a velocidade pelo qual as setas irão subir na tela, facilitando a leitura em músicas lentas; quanto menor for o bpm da música, maior velocidade será necessária para uma melhor leitura da sequência de setas. Ao escolher Random Velocity a velocidade irá alternar durante a música.

- Vanish / Non Step(V/NS): - Vanish faz com que as setas desapareçam quando chegarem na metade da tela , dessa forma ficando invisíveis ao chegarem na sequence zone. O Non Step faz com que todas as setas fiquem invisíveis, para jogadores que decoraram a música.

- Mirror(M): - Inverte a sequência de setas, fazendo com que apareçam invertidas em um ângulo de 180 graus, desta forma permitindo com que seja possível dançar uma música virado de costas sem precisar decorá-la de costas.

- Random Step(R): - Faz com que as sequências de setas sempre apareçam aleatoriamente. Ao utilizar esse código, as sequências sempre serão diferentes a cada vez que for utilizado. Está presente em todas as versões.

- Synchro/Couple: - O código Synchro faz com que as sequências dos dois jogadores apareçam idênticas, já que nas versões antigas muitas músicas possuíam sequências diferentes para o player1 e player2. O Couple funciona da mesma forma que o Synchro, porém inverte as setas do player2 em um ângulo de 90 graus, como se os dois jogadores estivessem dançando um com o outro. Esses códigos estão disponíveis até a versão The Premiere, sendo que a partir da The Premiere 2 todas as sequências para os dois jogadores são sempre iguais, não havendo mais a necessidade desses códigos.

- Union: - Disponível apenas no modo Double, faz com que as setas venham duplicadas no lado oposto da plataforma, para que dessa forma possam ser realizadas tag's de duas ou mais pessoas. Esse código está presente até a versão The Premiere.

- Non Stop Remix/Crazy: - Ao ser inserido no modo Remix, faz com que todos os remixes sejam disponíveis no modo Double. Está disponível até a versão Perfect Collection, sendo desnecessário o uso de códigos para selecionar remixes no Double na Extra. O código do Crazy faz com que o modo Crazy seja ativado na seleção de modos ou dentro do modo remix, sendo utilizado apenas nas versões 3rd O.B.G, O.B.G. Season Evolution, The Collection e Perfect Collection.

- Note Skins: - Muda a aparência das notas.

- Freedom(FD): - Faz com que a barra da sequence zone fique invisível.

- Earthworm(EW): - As setas sobem alternando a velocidade entre 4x e 2x muito rapidamente, o que lembra uma minhoca andando.

- Acceleration(AC): - As setas começam subindo devagar e chegam rápidas na sequence zone. Não pode ser usado com Deceleration.
- Deceleration(DC): - As setas sobem rapidamente e chegam lentamente na sequence zone. Não pode ser usado com Acceleration.

- X Mode(X) : - Faz com que as setas venham do lado oposto da tela em direção da sequence zone, lembrando um formato de X.

- Under Attack(UA) : - Inverte a sequence zone, como se o monitor estivesse de cabeça para baixo.

- Flash(FL): - Durante a música, um flash constante irá piscar, dificultando a leitura das setas.

- NX Mode(NX): - O Sequence Zone fica no meio da tela e inclinado dando uma noção maior de profundidade.

- Appear(AP): - É como o Vanish só que ao contrario, a seta ao invés de desaparecer no meio da tela, ela aparece no meio da tela.

- Drop(DR): - É como se fosse o under attack só que sem inverter as setas, elas apenas descem normalmente.
- Hard Judgement(HJ): - Faz com que as setas necessitem de uma precisão maior para serem coletadas.
- Sink(SI): - Faz com que as setas sejam ''jogadas'' para frente antes de irem para a sequence zone. Não pode ser usado com Rise.
- Rise(RI): - Faz com que as setas sejam ''jogadas'' para o fundo antes de irem para a sequence zone. Não pode ser usado com Sink.
- Snake(SN): - As setas vêm em um movimento que lembra uma onda vertical.
- Bga OFF: - Desativa a animação no fundo de uma música.
- Very Hard Judgement(VJ): - Faz com que as setas necessitem de uma precisão ainda maior do que a do Hard judgement para serem coletadas. É recomendada apenas para jogadores que dominam o timing de uma música.
- Bga Dark: - Faz com que a animação no fundo de uma música fique mais ''escurecida'', facilitando a leitura das setas para que não haja confusão.
- Rank: - É um modo que permite que um jogador envie sua pontuação para ser registrada no site on-line da pump it up, neste modo não é possível desativar o Very Hard Judgement e nem utilizar Bga off e Dark.
- Auto Velocity(AV): - Serve para utilizar um valor específico de velocidade em uma música, por exemplo se um jogador joga uma música de 180 bpm com 3x, este deve utilizar  o AV 540, pois equivale a 3 vezes as bpm de uma música.

A partir da versão FIESTA 2010 é possível ativar todos os códigos acima utilizando a chamada ''Command Window'' (Acessível apenas no full mode), logo não há necessidade de fazer uma sequência enorme para ativá-los. (Com exceção do Non Stop Remix, Union e Synchro/Couple).

## Versões

### The 1st Dance Floor
Lançada em Agosto de 1999, é a primeira versão lançada da Pump. Possui poucas músicas, todas elas K-pop ou Banya e os modos Normal (Easy), Hard, Double, Battle e Non Stop Remix. Não é possível mudar de modo depois de selecionado, e é possível escolher apenas uma entre quatro músicas por estágio. Essa versão não chegou a ser exportada para o Brasil, e é extremamente rara de ser encontrada. Ela possui 19 músicas no total, sendo todas novas.

### The 2nd Dance Floor
Após o lançamento da 1st Dance Floor, foi lançada a Pump It Up 2nd Dance Floor em Dezembro de 1999, que possui as mesmas características da 1st Dance Floor, porém possui mais músicas. Essa versão também não foi exportada para o Brasil, sendo muito rara de ser encontrada. Possui apenas os modos Normal, Hard, Double, Battle e Non Stop Remix, e permite a seleção de apenas uma entre quatro músicas por estágio. Possui 27 músicas no total, sendo 4 delas músicas da 1st Dance Floor, 6 delas novos remixes e as outras novas músicas.

### The 3rd O.B.G. - Oldies But Goodies
Lançada em Maio de 2000, foi a primeira versão a trazer o modo Crazy, habilitável através de um código que deve ser feito na seleção de modos. Possui os modos Normal, Hard, Crazy, Double, Battle e Non Stop Remix. Essa versão trouxe muitas músicas do Banya seguindo o estilo de K-Pops dos anos 90, assim como novas versões de Extravaganza e Another Truth com novos passos.Foi a primeira versão de Pump a ser exportada para o Brasil. O design é o mesmo das versões anteriores, apenas uma de quatro músicas pode ser escolhida por estágio .

### The O.B.G. SE - The Season Evolutionary Dance Floor
Lançada em Setembro de 2000, essa versão não possui muitas novidades, exceto pela possibilidade de escolher qualquer música em qualquer estágio utilizando os botões azuis e selecionando com os botões vermelhos, e de possuir uma música secreta chamada Kiss, que não pode ser jogada em nenhuma outra versão. Possui os modos Normal, Hard, Crazy, Double, Battle e Non Stop Remix, e um total de 14 músicas novas, além de todas as músicas disponíveis na 3rd O.B.G.

### The Collection
Lançada em Novembro de 2000, essa versão não traz nenhuma música nova, e sim todas as músicas presentes em todas as versões anteriores, totalizando 66 músicas e 18 remixes. Segue o design da O.B.G. Season Evolution, sendo necessário o uso de um código para habilitar o modo Crazy e não é possível jogar a música Kiss, apesar de estar presente na máquina. Possui os modos Normal, Hard, Crazy, Double, Battle e Non Stop Remix.

### Perfect Collection
Lançada em Dezembro de 2000, traz todas as músicas da versão The Collection mais 17 novas músicas, totalizando 83 músicas e 18 remixes. O design mudou, sendo utilizadas pequenas barras com o nome dos artistas e músicas em coreano no menu de seleção de músicas ao invés das imagens de cada música, o que tornou difícil a jogadores de outras nacionalidades se adaptarem a essa versão. 
Uma versão PC da Perfect Collection foi lançada um pouco depois, porém utilizando a interface da versão The Premiere.

### Extra
Lançada em Fevereiro de 2001, é a versão sucessora da Perfect Collection. Traz uma interface totalmente nova de seleção de músicas, com a possibilidade da troca de modos durante a seleção de músicas, utilizando os botões azuis para escolher a música, os vermelhos para escolherem o modo e o amarelo para confirmar a escolha da música. Na Extra surgiram os long notes, e o Crazy foi substituído pelo modo Extra Expert (XX). Traz os modos Normal, Hard, Double, Extra Expert e Non Stop Remix.
A Extra foi produzida na verdade pela F2 Systems, empresa responsável pelo simulador de dança Technomotion, no qual fez uma parceria com a Andamiro para a produção da Extra. As músicas Holiday e Can Can são de autoria da F2 Systems, e por isso levam o nome da F2 Systems em suas imagens.
Como também o Rush Mode pertence a F2 Systems,é um modo onde a pessoa joga a música com 20% a mais de aceleração,tanto nos passos quanto nas músicas,esse fez o maior sucesso entre os pumpers,mas para infelicidade de todos, o Rush Mode não apareceu em outra versão além da Extra. Na versão FIESTA 2010 é possível ativar o Rush apenas em músicas originais, K-pops e World Musics não utilizam este código. 
Um fato interessante quanto ao Rush Mode é que existiu um bug com a música Bonaccia, da banda Nazca. Ao usar o Rush Mode nessa música, as setas apareciam 20% mais lentas, e não mais rápidas, porém a música continuava em seu andamento normal, causando uma disritmia entre a música e os passos. A tela chega a ficar preta ao final da música, para que as setas continuem passando.
No total foram adicionadas 23 novas músicas, sendo 5 novos remixes e as várias músicas antigas da Perfect Collection e versões anteriores.

### The Premiere - The International Dance Floor
Lançada em Junho de 2001, essa versão é uma versão Internacional da Perfect Collection. Possui todas as músicas presentes na Perfect Collection exceto Ignition Starts!, Hypnosis e os remixes. Traz 6 músicas americanas novas, como Take On Me, Ops! I Did It Again, entre outras. Existe uma versão brasileira da The Premiere, que além de todas as músicas citadas anteriormente possui músicas brasileiras como A Cerca, Rebola na Boa, entre outras. Traz os níveis Normal, Hard, Crazy, Battle e Double.
A interface da The Premiere é completamente nova, sendo utilizado os botões azuis para escolher a música, o botão amarelo para escolher e os botões vermelhos são usados unicamente para inserir códigos. Além disso todas as músicas foram renomeadas e possuem nomes em inglês, ao contrário da Perfect Collection que a grande maioria das músicas tem o nome em coreano.

### The Prex
Lançada em Novembro de 2001, é uma fusão entre a The Premiere e Extra, levando por isso esse nome. Usa a interface e todas as músicas da The Premiere, com exceção das brasileiras, além de todas as músicas da Extra com exceção dos remixes e da nova versão de Clon - First Love, ou Cho Ryum Mix como é conhecida. Possui os modos Normal, Hard, Crazy, Battle e Double.

### The Rebirth
Lançada em Janeiro de 2002, é uma versão especial lançada apenas na Coreia. Possui uma interface melhorada da The Premiere, novos códigos e a possibilidade de troca de modos durante o jogo entre Normal, Hard e Crazy. Outros modos entretanto não são possíveis de serem trocados durante o jogo. 
Possui dois novos modos: Half-Double e Division. Essa versão possui 34 músicas, sendo todas elas novas, e não possui nenhuma música antiga. Possui os modos Normal, Hard, Crazy, Double, Combo Battle, Half-Double e Division.

### The Premiere 2 - The International 2nd Dance Floor
Lançada em Março de 2002 logo após a versão The Rebirth, possui poucas diferenças em relação à The Rebirth, exceto pelo qual possui quase todas as músicas presentes na The Premiere, exceto as músicas internacionais e possui duas novas músicas, Vook e Csikos Post, ambas de autoria do Banya. 
Possui os modos Normal, Hard, Crazy, Full Double, Half-Double, Combo Battle e Division.

### The Prex 2
Outra fusão de versões, desta vez entre a The Premiere 2 e Extra, levando por isso esse nome. Lançada  em Novembro de 2002, traz todas as músicas encontradas na Extra, com exceção de Circus Magic, Clon - First Love (ou Cho Ryum Mix) e os remixes. Traz todas as 36 músicas novas da The Premiere 2, totalizando 93 músicas. Possui os modos Normal, Hard, Crazy, Full Double, Half Double e Combo Battle.

### The Premiere 3 - The International 3rd Dance Floor
Lançada em Maio de 2003, essa versão conta com uma interface como a da Extra, permitindo a troca de modos durante a seleção de músicas. Devido ao sucesso da Pump em países latinos e nos Estados Unidos, surgiram várias músicas Pop nessa versão, como Conga, Clap Your Hands, DJ Nightmare, entre outras. 
Possui apenas 36 músicas de versões anteriores, e 16 músicas novas, sendo que nenhuma possui um nível alto de dificuldade, tornando essa versão relativamente fácil e com pouca variedade. Por causa disso, essa versão é considerada uma das mais fracas da série. Traz os modos Normal, Hard, Crazy, Full Double, Half-Double e Combo Battle.

### The Prex 3 - The Internacional 4th Dance Floor
Lançada em Outubro de 2003, usa a mesma interface gráfica utilizada na The Premirere 3. Possui várias músicas das versões anteriores, totalizando 77 músicas no total, mais 3 músicas novas: Empire of The Sun, Come To Me e Let's Get The Party Started. Algumas músicas ganharam novos passos além dos novos passos do Nightmare e as músicas Ignition Starts! e Hypnosis pela primeira vez aparecerem em uma versão internacional, já que antes faziam parte apenas das versões coreanas como Collection, Perfect Collection, entre outras.
Houve também o surgimento do modo Nightmare nesta versão, assim como o Double passou a ser chamado de Freestyle. Os seguintes modos estão presentes: Normal, Hard, Crazy, Freestyle, Combo Battle, Half-Double e Nightmare. 
Uma versão PC foi lançada em Novembro, igual a versão arcade, porém com uma música a mais: An Interesting View (também conhecida como Seoul Train), do Banya.
Por razões desconhecidas (talvez problemas com direitos autorais), algumas músicas inéditas não chegaram a estrear nesta versão, como Master of Puppets, da banda Metallica, Just a Girl, da banda No Doubt e Objection, da cantora colombiana Shakira. Várias músicas de versões antigas (sobretudo Premiere 2) também ficaram de fora na versão final, como I Love You, Dance With Me, My Way e outras.
Foi nesta versão que o Team FreeVolt fez seu primeiro trabalho na série Pump it Up.

### Exceed - The International 5th Dance Floor
Em comemoração a décima versão lançada, o tema dessa versão foi a letra X, por significar 10 em algarismos romanos e por lembrar o formato das setas do jogo, sendo portanto chamada de Exceed. Lançada em Abril de 2004, utiliza uma interface totalmente nova, dividindo as músicas entre 3 canais: Banya, K-Pop e Pop. Os botões azuis escolhem a música, os vermelhos escolhem o Channel e o amarelo confirma a seleção. 
Essa versão utiliza um hardware totalmente novo, sendo necessário uma atualização da placa antiga MK3 para a placa nova MK5, e consequentemente há uma melhoria notável nos gráficos do jogo. Possui os modos Normal, Hard, Crazy, Freestyle, Combo Battle e Nightmare, e um total 102 músicas sendo 24 delas novas.

### Exceed2 - The International 6th Dance Floor
Lançada em Dezembro de 2004, essa versão utiliza uma interface melhorada da Exceed com poucas modificações, e usa o sistema de Stations antes de iniciar o jogo (veja mais detalhes na sub-seção Stations na seção Modos).
Nessa versão é possível escolher entre o modo Combo Battle e Score Battle ao escolher a música. Os modos disponíveis são: Normal, Hard, Crazy, Freestyle, Combo Battle, Score Battle e Nightmare. Possui 136 músicas no total, sendo 18 delas novas. Foi a versão utilizada no WPF 2005, o World Pump Festival.
Uma versão para PS2 e Xbox da Exceed2 foi lançada em 2005, sendo chamada de Exceed SE, possuindo 6 músicas novas do Pop exclusivas da versão Home e todas as músicas antigas presentes na Exceed2, porém com algumas exceções: Remix Station e Battle Station não estavam disponíveis. Na versão PS2, as únicas músicas novas da Exceed2 que estão presentes são Canon-D e We Don't Stop, e na versão Xbox a única música nova da Exceed2 presente é We Don't Stop, porém o Xbox conta com a opção do X-Box Live, que permite que novas músicas sejam baixadas pela Internet e assim possam ser jogadas através do Xbox Live.

### Zero - The International 7th Dance Floor
Lançada em Janeiro de 2006, essa versão leva o nome de Zero por contar com muitas novidades nunca vistas antes, e por isso o jogador acaba redescobrindo a Pump, ou seja, começa do Zero. Utiliza uma interface totalmente diferente sendo agora possível escolher três níveis de dificuldade diferentes para cada jogador ao escolher a música, além do sistema BGA Preview, que mostra o vídeo de fundo antes da música ser escolhida. Há o surgimento de novos modos: Mission Station, com missões pré-definidas a serem cumpridas para habilitar novos itens e músicas; Easy Station, modo para iniciantes com músicas remodeladas e interface mais confortável; e Another Channel, que são novos passos para músicas já existentes, que são habilitados através de missões ou automaticamente pelo tempo. A Zero é a versão que foi utilizada no WPF 2006, o World Pump Festival, que ocorreu em Novembro de 2006.
Possui por volta de 130 músicas, sendo por volta de 20 delas novas. Os modos disponíveis são: Normal, Hard, Crazy, Freestyle, Score Battle, Nightmare, Mission Station, Easy Station, Remix Station e Another Step.

### New Xenesis (NX) - The International 8th Dance Floor
A nova versão da Pump, que foi lançada 27 de março em 2007. Ocorreram mudanças na equipe de produção, como a saída do Team FreeVolt que era responsável pela parte gráfica das versões The Prex3, Exceed, Exceed2 e Zero, e mudanças no BanYa, sendo que Yahpp, que era o líder do BanYa, agora não está mais fazendo parte da equipe, trabalhando sob contrato para a Andamiro e, portanto, tendo músicas em sua autoria como, por exemplo, Chimera. O modo de mostrar o nível da música também mudou passando a ser por estrelas e caveiras. Para se ter o nível em números, é preciso dobrar o número de estrelas ou, se for de caveiras, adicionar o número de caveiras mais dezesseis.

As principais mudanças dessa versão são:
- No modo Arcade Station , o agrupamento de músicas não utiliza mais o sistema de canais Banya, Kpop e Pop. Ao invés disso, as músicas estão em uma única lista organizadas por ordem cronológica, e em seguida separadas por autoria (Banya, K-Pop, Pop e New Tunes).
- Novo modo de jogo World Tour, em substituição ao Mission Station, onde agora as missões representam várias cidades do mundo.
- Novo modo de jogo Special Station, em substituição ao "Remix Station", onde é possível jogar as versões completas de algumas músicas, Remixes e Another Steps.

O sistema do Special Station funciona da seguinte maneira.
Você começa com 7 bolinhas para usar. Another Steps consomem 2 bolinhas, Remixes consomem 3 e full musics "músicas inteiras" gastam 4.
- Novo modo de jogo Training Station, em substituição ao "Easy Station", onde agora ao invés de músicas (em modo para iniciantes), conta com lições, as primeiras lições sempre mostram um boneco na tela ensinando os movimentos.
- Incompatibilidade com a placa MK5, utilizada nas versões Exceed, Exceed 2 e Zero.

Apesar de ser uma nova versão, New Xenesis gerou muitas polêmicas aos jogadores de várias comunidades, já que possui uma semelhança gráfica com a versão The Prex3. No começo, houve muita polêmica em relação a múscia "Fire" (Arcade), pois é a única música do World Tour que não existe no Arcade Mode. A New Xenesis foi lançada oficialmente no WPF 2006, e foi a versão utilizada no WPF 2007.

### Next Xenesis (NX2) - The International 9th Dance Floor
Lançada no final de 2007. O modo de mostrar o nível da música mudou em relação a NX além das estrelas e caveiras, agora até o Lv8 são Bolinhas, Lv16 Estrelas e Lv24 Caveiras. O World Tour mudou para o chamado WorldMax. Também foi incrementado um sistema de USB (ou convencionalmente, memory card) para salvar seu progresso de World Max, além de guardar informações pessoais, como número de vezes jogadas, recordes e acúmulo de pontos, chamados milhagens, que são acumulados a cada música, servindo para "comprar" músicas trancadas na Special Zone.
As mudanças dessa versão são:
- Nova interface, utilizando o mesmo sistema da NX só que com uma melhora notável nos gráficos do jogo.
- Novo modo de jogo World Max, em substituição ao World Tour, onde agora as missões são em um mundo como de RPG separado por Continentes.
- O sistema do Special Zone funciona da seguinte maneira nessa versão: Você começa com 6 bolinhas  para usar. Another Steps consomem 2 bolinhas, Remixes consomem 3 e full songs gastam 4. Obs.: As músicas que você compra com milhagem, na hora de jogar pedem uma milhagem minima para ser gasta para poder jogar a música. Ex: No disc da música esxite escrito (Mileage Required) e o número de milhagem requerida!
- O Training Station foi incrementado com mais 20 novas lições. Existem licões do tipo: Viradas, Triplos, Passos Continuos, Fora de tempo e etc.

### Next Xenesis Absolute (NX3 ou NXA) - The International 10th Dance Floor
Lançada no final de 2008, a NXA acompanha a NX2 em várias características, como o mostrador de níveis (bolinhas verdes, estrelas e caveiras), o sistema USB e World Max. Ao todo são 29 músicas no Arcade Station, sendo que algumas estão escondidas e foram abertas por evento do Piu USB Manager (PumBi).
As mudanças dessa versão são:
- Interface semelhante da NX2, mudando apenas algumas partes dos gráficos.
- O World Max da NX2 equivale a 40% da NXA, tendo bem mais missões, novos continentes e novas músicas a serem liberadas na Special Zone.
- Uma nova estação foi criada, a Brain Shower, onde dois jogadores podem jogar com apenas um crédito. Nessa estação, o jogador terá de jogar músicas no nível Normal, sem códigos de velocidade, e, durante a música, resolver problemas de matemática, observação ou memória, de acordo com sua escolha. Nesta estação não é necessário tirar A ou S nas duas primeiras músicas para jogar a terceira.
- A música "Tell Me", incluída na NX2 apenas na Coreia por problemas autorais, agora está liberada para o resto do mundo na NXA.
- Novas funções para o pendrive USB, que agora possui 2 GB, o dobro do primeiro modelo lançado para NX2 de apenas 1 GB de capacidade.

### Fiesta - Pump it Up: 10th Anniversary Version
Em Março de 2010 foi anunciada a versão comemorativa de aniversário dos 10 anos da Pump, a Pump It Up Fiesta. Sucessora da NXA, foi desenvolvida pela Nexcade, a mesma equipe da série NX e conta com o retorno de diversas músicas antigas, novos modos e uma interface totalmente nova totalizando 212 músicas, sendo 29 novas do Arcade Station e 15 músicas novas entre Remixes e Full Songs.
As mudanças dessa versão são:
- Remade das channels do jogo: New Tunes, Original Tunes, K-Pop, World Music, Full Songs, Remix, Short cut, Music Train, Quest World - Mission Zone, Quest World - Skill Up Zone, e de versões anteriores:

1st to 3rd OBG, SE to Extra, Rebirth to Prex3, Exceed to Zero, New Xenesis (NX) & Next Xenesis (NX2), NX Absolute (NXA) e da nova versão, Fiesta.
- Novos modos de jogo:

Basic Mode:
Easy, Normal, Hard, Very Hard e Double.
Full Mode:
Single Performance, Double Performance, Single e Double.
OBS: Para acesso do Full mode o jogador deve fazer esta sequência, ainda no basic mode: 1 7 5 9 3 9 5 7 1. (Esquerda-Baixo, Esqueda-cima, Meio, Direita-Cima, Direita-Baixo, Direita Cima, Meio, Esquerda-Cima e Esquerda-baixo).
- Nova interface gráfica.
- Possibilidade de usar qualquer Pen Drive, contrariando as versão anteriores de apenas usar Pen Drives oficiais da Pump, da Andamiro.
- Sistema de códigos desativado, apenas utilizar um código (131313) e abrirá um menu de códigos para escolher qual código você desejar, sem a necessidade de utilizar vários códigos, facilitando a escolha dos códigos.
- Velocidades novas disponíveis, como: 0.5x e 6x, assim possibilitando o uso de velocidades como 3.5x, 5.5x, etc.
- Velocidade 8x abolida.
- Possibilidade de tirar conceitos a mais, como:

```
 * S prateado: Não ocorreu nenhum miss, mas ocorreram bad, good e great.
 * S dourado: Não ocorreu nenhum miss, nem bad, nem good.
 * SS: Todas as notas foram perfect. 
```

- Training Station Abolido.
- Chance de conseguir uma 4º música bônus, se todas as anteriores (músicas) tiverem sido conceituadas como "A", "S" ou "SS" - (O jogo tem que estar configurado para 5 vidas).

### Fiesta EX - The 12th International Dance Floor
A Pump It Up Fiesta EX,utilizada no WPF 2011 trata-se de uma versão melhorada da versão Fiesta, com uma nova interface, expansão do Quest World, novo sistema de rewards e diversas outras novidades.
Possuí um total de 59 músicas novas, dentre elas 16 são originais, 12 são K-pops, 6 world musics e outras são Remixes ou full songs. 
Nas atualizações finais dessa versão foram adicionadas mais músicas da PRO, porém apenas disponíveis no Basic mode e sem as animações de fundo. Elas receberam novos charts e animações de fundo a partir da Fiesta 2.

### Fiesta 2 - The 13th International Dance Floor
Em 2013 foi lançada a Fiesta 2 que é a sucessora da Fiesta EX e a última com o nome ''Fiesta''. Possuí o mesmo sistema da Fiesta EX: Missões, Stations, Music-Trains...

Possuí um total de 79 músicas, 15 originais, 14 K-pops, 32 world musics e o resto Remixes ou full songs. Esta versão possuí uma grande variedade de músicas de compositores ao redor do mundo, com destaque compositores latinos como Shakira, Don Omar e Daddy Yankee. Esta é considerada uma das melhores versões por sua coletânia de músicas e melhora notável nos gráficos.

### Prime - The 14th International Dance Floor
No final de 2014, foi lançada a Prime, que contém um novo aspecto na tela de seleção de músicas, Novo sistema Co-op, Primeira versão a ter suporte HD e conexão com a internet. As seguintes stations 1st~3rd, S.E.~Extra, Rebirth~Prex 3, NX~NX2 e NXA mudaram de ordem para: 
- 1st~Perfect Collection
- Extra~Prex 3 
e NX~NXA.
Nesta versão foi introduzida a station J-music, que traz músicas vindas do japão, porém essa station só era jogável em máquinas que foram distribuídas dentro do japão apenas, máquinas de quaisquer outros países não possuíam esta station até o último update da Prime. 

Após o lançamento da Prime 2, nenhuma máquina com a versão prime pode ter suporte com internet.

### Prime 2 - The 15th International Dance Floor
No Final de 2016, foi lançado a Prime 2. Novamente essa nova versão vem com um novo serviço chamado AM.Net, por onde o Jogador pode usar um cartão chamado AM.PASS card, que é similar ao USB que já está no novo Gabinete LX, os Updates poderão ser baixados online e diretamente na máquina, um novo sistema How To Play para jogadores que estarão começando a Jogar e muitas músicas novas. 
XX - 20TH ANNIVERSARY EDITION
Para ser adicionado.

## Modos
Normal (Easy) - Beginner Step
Modo para iniciantes. Nesse modo as músicas possuem no máximo 4 setas por compasso, sendo sequências fáceis com poucos pulos para que os jogadores novos possam se acostumar ao sistema do jogo. Os níveis variam de 1 a 7 nesse modo. Algumas poucas versões antigas o chamavam de Easy, sendo utilizado apenas o nome Normal a partir da 3rd O.B.G.
Hard - Professional Step
Modo para jogadores um pouco mais experientes. Nesse modo aparecem músicas muito dançantes com sequências mais variadas e no máximo 8 setas por compasso. O nível das músicas varia de 3 até 15 nesse modo.
Crazy - Steppers Step
O modo mais difícil do single. Para jogadores mais habilidosos e experientes, nesse modo aparecem sequências mais difíceis e rápidas, com uma grande variedade de passos, como trocas de perna, passos triplos, long notes combinados de outras setas entre outros. O número de setas por compasso pode ser de 16 para cima. O nível das músicas pode ser desde 7 até 21, como é utilizado na Zero.
Battle - Showdown Step
Nesse modo dois jogadores competem para ver quem é o melhor através de uma batalha. Nas versões antigas até a The Premiere2 (com exceção da Extra, no qual cada música selecionada será sempre no hard), são jogadas duas músicas no modo Hard e uma no modo Crazy, e em todas as versões antigas até a Perfect Collection, o jogador pode durante a música atacar o oponente formando um combo e quebrando-o, o que fará que códigos sejam aplicados no oponente, como velocidade, vanish, random, entre outros, e ganha quem fizer o maior score. Na Extra e The Prex, não é possível atacar o oponente, sendo contado apenas o score. Nas versões The Premiere2, The Prex2, The Premiere 3, The Prex3 e Exceed o sistema do Battle funciona com Combo Battle; o jogador que fizer o maior combo ao final ganha, e ao fazer um Good o Max Combo é reduzido por 1.
Na Exceed2, é possível escolher entre Combo Battle e Score Battle ao escolher a música, e também existe uma Station dedicada ao Battle chamada Battle Station, com um funcionamento parecido com o Battle das versões antigas, exceto pelo qual é jogado apenas um remix, é utilizada apenas uma ficha para dois jogadores e o jogador pode escolher quais itens irá mandar para o oponente, e quem fizer o maior score ganha. Os modos do Battle Station são:
- Item Battle - Todos os itens poderão ser utilizados durante a música.

- Minesweeper - Apenas minas serão utilizadas durante a música, no qual se o jogador pisar em 5 minas lançadas pelo oponente ele irá perder.

- Hyper Velocity - Apenas itens para aumento de velocidade serão utilizados durante a música.

- Hybrid Step - Nenhum item será utilizado durante a música.

Na versão Zero, apenas o modo Score Battle está disponível, e pode ser acessado ao inserir o código da música Solitary2, o mesmo que é utilizado na Exceed2.
Extra Expert (XX) - Steppers Step
Disponível apenas na Extra, esse modo é igual ao Crazy, porém todas as músicas também estão disponíveis no Double XX, que é igual ao Nightmare, porém com passos muito semelhantes ao Extra Expert single. O nível de dificuldade varia entre 1st Level e 5h Level, sendo o mais difícil Final Level, disponível apenas para a música Can Can. Esse modo possui poucas músicas, sendo 3 músicas secretas: Trash Man, Holiday e Can Can.
Freestyle (Double) - Performance Mode
Nesse modo, são utilizados os dois lados da plataforma. O nível das músicas é equivalente ao seu respectivo nível do Hard, com exceção da música Vook que no modo Freestyle segue o nível do Crazy. Esse modo era chamado de Double até a versão Premiere3, sendo a partir da The Prex3 chamado de Freestyle. É o modo mais utilizado para performances de style, porque permite uma maior liberdade de movimentos do que os outros modos. Os níveis variam de 1 até 18 em versões antigas e em versões mais recentes de 1 até 14.
Nightmare - Burning Mode
O modo mais difícil do jogo. Conforme o Freestyle, esse modo utiliza os dois lados da plataforma, porém segue o nível Crazy das músicas. O Nightmare surgiu na The Prex3, com níveis variando de 10 até 23. Nas versões mais recentes o ''Nightmare'' varia de nível 15 até 28.
Division - Divergence Mode
Modo exclusivo das versões The Premiere 2 e The Rebirth, no qual o jogador aumenta ou diminui o nível de dificuldade durante a música. Apenas as músicas novas da The Premiere 2 e The Rebirth podem ser utilizadas nesse modo, e não possuem nível, sendo Will-O-The-Wisp a mais difícil caso todos os W sejam pisados. Durante a música, a palavra ATTENTION aparecerá na parte de baixo da tela, avisando que os itens do Division estão chegando, e junto com as setas aparecerão 2 letras:
- W - Wild Style: Ao pisar no W durante a música, ela irá ficar mais difícil e o nível aumentará progressivamente conforme outros W forem pisados.

- G - Groove Style: Ao pisar no G durante a música, ela irá ficar mais fácil, com passos calmos.

Se nenhum deles for pisado, ou se o W e G forem pisados ao mesmo tempo, nada acontecerá e os passos continuarão com o nível de dificuldade atual.
Half-Double - Twinrole Mode
Esse modo é parecido com o modo Freestyle (Double), porém utiliza apenas as 3 setas direitas do player1 e as 3 setas esquerdas do player2, totalizando 6 setas. Esse modo está disponível apenas nas versões The Premiere2, The Prex2, The Premiere3 e The Prex3, e apenas com as músicas novas das versões The Premiere2, The Prex2, The Premiere3 e The Prex3. O nível de músicas varia de 4 a 10, com músicas seguindo a dificuldade dos níveis Hard e Crazy.
Non Stop Remix - Últimate Step
Nesse modo as músicas são remixadas com outras músicas, possuindo uma duração maior do que o normal (por volta de 2:40, sendo que as músicas normais possuem por volta de 1:40). Ao jogar o modo Remix, apenas 2 músicas são jogadas, mesmo se o jogador tirar nota A nos dois. Esse modo está presente em todas as versões antigas até a Perfect Collection, e também está disponível na Extra. Até a Perfect Collection, os remixes não possuem seleção de nível, sendo utilizada uma dificuldade do nível Hard. Para jogá-los no Double ou Crazy, é necessário utilizar um código que habilita todas as músicas no Double, e no caso do Crazy apenas 3 músicas estão disponíveis: Hidden Mix, Sechskies Remix e Ignition Starts!/Hypnosis/Extravaganza Remix. Na Extra, todos os remixes possuem Hard e Double, sendo o Double considerado como uma música normal, e o single considerado como uma música de remix, ou seja, ao jogar dois remixes singles o jogo termina.
O modo remix não foi mais utilizado depois da versão Extra, retornando na versão Exceed2 com uma Station própria, chamada Remix Station. Na Exceed2 é possível jogar os remixes no modo Hard, Freestyle, Crazy e Nightmare sem a necessidade do uso de códigos, com exceção dos steps secretos da Exceed2, que são:
- Canon-D Full Mix - Crazy - Habilitada permanentemente através de um código

- Treme-Vook of The War Another Step - Crazy e Nightmare

- Banya Classical Remix - Nightmare

- Dignity Full Mix - Crazy

- Hidden Mix - Nightmare

- Raw - Nightmare (música secreta, ativada tirando 2 S em duas músicas do Remix Station no modo Crazy, somente na Exceed2.)

Na versão Zero, os steps secretos dos remixes da Exceed2 já vem ativados, com exceção de Raw que não está mais disponível e Treme-Vook of The War que não possui mais Another Step.
- Novos modos na Fiesta:

Basic Mode:
Easy, Normal, Hard e Very Hard.
Full Mode:
Single Performance, Double Performance, Single e Double. 
- Novos Modos na Prime:

Co-op Play
O Co-op Play é o Modo Double-Cooperativo em algumas músicas para 2 pessoas ou mais. Geralmente elas possuem um nível que varia de fácil até difícil, logo é recomendado jogar neste modo apenas jogadores que possuem uma melhor experiência de jogar em double.

## Stations
Na versão Exceed2, ao pisar no botão central para iniciar o jogo será mostrada uma tela com as seguintes opções a serem selecionadas:
- Arcade Station - O modo comum do jogo. São jogadas 2 músicas, e caso o jogador consiga nota A ou S em todas será concedida uma terceira música de bônus, e ao final o jogador poderá colocar o nome no ranking, e receberá o código Internet Ranking para disponibilizar sua pontuação na Internet e competir com outros jogadores.

- Remix Station - Modo de Remix do jogo. Da mesma forma do modo Non Stop Remix, são jogadas apenas 2 músicas, porém com uma duração maior do que o normal. Ao final não será possível colocar o nome no ranking nem receber o código do Internet Ranking.

- Battle Station - Modo novo de batalha exclusivo da Exceed2. Para mais detalhes sobre o funcionamento veja na seção Modos.

Na versão Zero, o sistema de Stations ainda existe, e possui as seguintes opções:
- Arcade Station - Funciona da mesma forma que na Exceed2: são jogadas 3 músicas, e caso o jogador consiga nota A ou S em todas será concedida uma quarta música de bônus, e ao final o jogador poderá colocar o nome no ranking, e receberá o código Internet Ranking para disponibilizar sua pontuação na Internet e competir com outros jogadores.

- Remix Station - Funcionamento igual do Remix Station da Exceed2, porém todos os passos secretos das músicas já vem habilitados, assimo como a música Canon-D Full Mix. Da mesma forma do modo Non Stop Remix, são jogadas apenas 2 músicas, porém com uma duração maior do que o normal. Ao final não será possível colocar o nome no ranking nem receber o código do Internet Ranking.

- Easy Station - Novo modo lançado na Zero, exclusivo para jogadores iniciantes. Nesse modo, há apenas por volta de 15 músicas disponíveis, com passos remodelados para um nível mais fácil e uma interface de escolha de música muito mais confortável. Nesse modo, a primeira música nunca irá resultar em Game Over, mesmo que o jogador tire nota F, sendo que total são jogadas no máximo 3 músicas, e não valem para o ranking ou Internet Ranking.

- Mission Station - Modo novo lançado na Zero, para jogadores experientes. Esse modo consiste em um total de 30 missões, sendo cada missão composta por 3 músicas pré-definidas e com códigos pré-definidos, assim com os objetivos. A Zero começa com as seguintes missões habilitadas: Mission #1, Mission #2, Mission #3, Random Mission Crazy e Random Mission Nightmare, sendo que todas as outras missões são habilitadas automaticamente ao passar do tempo. Ao completar cada missão, é possível colocar as iniciais no ranking do Mission Station, e prêmios são liberados como códigos novos, passos novos de Another Step, músicas secretas, entre outros. O Mission Station não pode ser jogado de duas pessoas, nem no modo Event.

- Another Step - O Another Step é um novo canal presente no Arcade Station. Nele são habilitados permanentemente novos passos para músicas já existentes, por meio de missões ou por certos períodos de tempo. Existem por volta de 28 músicas no Another Step, sendo que o Another Step não vem ativado inicialmente. Os níveis de músicas disponíveis no Another Step são Hard, Freestyle, Crazy e Nightmare.

Na versão NX o Station Select possui algumas modificações.
- Arcade Station - Funciona na mesma forma que as versões Exceed2 e Zero.

- World Tour - Em substituição ao Mission Station da Zero, o sistema esta diferente ao invés de 30 missões separas normalmente, são 64 músicas divididas entre 4 continentes do mundo, ao invés de Mission #1 ou #2 as missões agora são por meio de cidades e capitais. Por exemplo "Brasil - Brasília". A NX começa com as primeiras missões de cada continente habilitadas, de acordo com que as passa vai se habilitando as próximas. Ao completas cada missão, é possível colocar as inicias no local do nome da capital, e músicas travadas com um cadeado no "World Tour" são liberadas para jogar. O World Tour não pode ser jogado de duas pessoas, nem no modo Event.

- Special Zone - Em substituição ao Remix Station, conta agora com um Remix, Full Songs e Another Steps. O Station começa com 7 bolinhas logo em cima do nome da música, cada modo gasta um certo número de bolinhas. Full Songs gastam 4 bolinhas, Remix gastam 3 e Another Steps gastam 2. No entanto se você jogar por exemplo 3 Another Steps e tirar A em ambas, você ganha uma bolinha adicional para jogar a Bonus, totalizando 8 bolinhas. É possível jogar 1 Full Songs e 2 Another Steps (Dependendo da sua nota), 2 Remix e 1 Another Step (dependendo da sua nota) 1 Full Song e 1 Remix, 4 Another Steps (Dependendo da sua nota).

- Training Mode - Substituindo o Easy Station, conta com 20 lições. As primeiras músicas das primeiras lições contem um boneco em cima de uma plataforma indicando qual seta apertar e qual perna usar.

Na Versão NX2 o Station Select sofre alterações:
- Arcade Station - Funciona da mesma forma que as versões anteriores.

- World Max - Substitui o WorldTour da NX, nessa versão você joga em um grande mapa contendo as missões. Existe agora nessa versão o sistema de Life. Uma música do Arcade equivale a 1 life, Remix equivale a 2 e Full a 3.

- Special Zone - Funciona da mesma forma que as versões anteriores.

- Training Mode - Semelhante ao da NX, adicionada mais 20 lições.

Na Versão NXA o Station Select ganha um novo modo e algumas alterações:
- Arcade Station - Funciona da mesma forma que as versões anteriores.

- World Max - O mesmo que o mapa da NX2, só que totalmente estendido. Algumas missões foram alteradas e muitas outras adicionadas em novos continentes. O sistema de Life continua o mesmo.

- Special Zone - Funciona da mesma forma que as versões anteriores.

- Easy Station - Substitui o Training Station, diferente do Easy Station da Zero nesse é possível apenas o codigo de velocidade, além disso enquanto se está jogando uma música se o seu desempenho estiver indo bem, a música fica mais dificil e se você estiver indo mal ela fica mais facil.

- Brain Shower - Lançado na NXA, esse modo pode ser jogado por dois jogadores com apenas um crédito. Nele você pode jogar músicas no nível Normal 1x e, durante a música, resolver problemas de matemática, observação ou memória, de acordo com a escolha do jogador. Em problemas de matemática, aparecerá uma pergunta durante a música na qual você deverá pisar no step(seta) que contiver a resposta certa da soma/subtração/divisão/multiplicação/problema de maior (>) e menor (<).  Problemas de obsercação consistem em responder o que aparece ou não no BGA (Back Ground Animation), imagens podem ser mostradas para o jogador indicar a que não pertence ao grupo ou algumas funções diferentes. Em memória, exercícios básicos de memória, como acetar passos de uma música que contém na Arcade Station sem eles aparecerem. Não importa a nota do jogador, ele jogará sempre 3 músicas.

- Short Cuts - Introduzidos na Fiesta, são músicas com uma menor duração do que as normais, com cerca de 1:00 cada uma. Além de Short Cuts das músicas do Arcade foram introduzidas versões reduzidas de músicas especiais como aberturas das versões anteriores da Pump.

- Music Trains - São jogadas 4 músicas (ou 6 Short Cuts ou 3 Remixes) pré-definidas seguidas, sem intervalos entre uma ou outra, mantendo a mesma pontuação, Combo e outros. Nesse modo o Stage Break é habilitado, portanto é necessário que o jogador termine todas as músicas sem esvaziar a Life Gauge. Os Music Train estão disponíveis tanto no Single quanto no Double, e algumas músicas possuem passos exclusivos que não são encontrados no Arcade.

- Question Zone - Mission Zone - Com uma funcionalidade parecida com o WorldMax, existem diversas missões com objetivos pré-definidos a serem completados, e algumas com diversos "andares" e níveis de dificuldade progressivos. Todas as missões possuem passos exclusivos e diversas missões das versões NX, NX2 e NXA retornaram. Outra novidade é o novo modo Co-Op Mission Zone, onde 2 jogadores podem jogar o Mission Zone simultaneamente, com objetivos iguais ou diferentes a serem cumpridos por ambos os jogadores. O sistema de Life funciona diferente do WorldMax e igual ao Arcade, portanto ao falhar em uma missão o jogador não irá receber uma vida extra.

- Quest World - SkillUp Zone - Corresponde a uma versão melhorada do Training Station, porém com uma notável melhoria no nível de dificuldade. Nesse modo é possível treinar tipos de passos específicos no Speed como viradas, triplos, corridas, tremidas e outros. As músicas disponíveis nesse modo são remixes de músicas existentes, como por exemplo Ladimera - um remix de Mr. Larpus, Dignity e Bemera. O nível das missões do Skill Up é progressivo e as missões estão disponíveis em ambos os modos, Single e Double.

## Tipos de músicas
A Pump atualmente conta com estes tipos de músicas:
K-Pop: Korean Pop, músicas populares coreanas de artistas variados. Este tipo de música é o símbolo principal da Pump it Up. 
Original: Antes chamado de "BanYa Channel". São compostas por músicas feitas pelo BanYa Production, BanYa e Yahpp. As músicas são em coreano, inglês, espanhol ou mesmo sem vocais.
World Music: Antes chamado de ''Pop Channel''. São músicas de diferentes nacionalidades, desde americanas, latinas, francesas até músicas chinesas e brasileiras.
New Tunes: Músicas novas de cada versão da pump. Os New Tunes da NX não serão os mesmos da NX2, que não serão os mesmos da NXA e assim por diante.
Full Song: Músicas em sua versão completa, mais conhecidas como OST.
Remix: São músicas geralmente existentes na Pump e algumas de fora. Geralmente são mesclas de músicas.
Até as versões The Premiere2/The Prex2, existiam apenas músicas de K-Pop e Banya, pelo fato da Pump ser direcionada inicialmente para a Coreia. Com o sucesso da Pump em outros países, a partir da versão The Premiere3 houve a aparição de variadas músicas latinas e americanas, como Conga, Clap Your Hands, Dj Nightmare, entre outras. Com o surgimento da Exceed2 surgiu uma música francesa, Le Code de Bonne Conduite, e com o surgimento da Zero surgiu uma música chinesa, Up Up. Na Exceed apareceu também uma música francesa cantada em português, chamada Essa Maneira, do grupo Kaoma.
A versão The Premiere possui músicas americanas como Take On Me, Mambo Nº 5, Let's Get Loud, Ops! I Did it Again entre outras, e músicas brasileiras como Rebola na Boa, A cerca, De volta ao planeta dos macacos e entre outras. Entretanto, as músicas internacionais e brasileiras da The Premiere não estiveram em nenhuma outra versão além da The Premiere.

## Especificações técnicas (Antigos Gabinetes)

### Informações do Computador MK3
Placa-Mãe: Chipset BX da Intel
CPU: Intel Pentium II 333 ou 366
RAM: 64Mb
Placa de Vídeo: 3Dfx VooDoo Bansheeee 

### Dimensões (Gabinete GX e SX)
Dimensões x Peso x Tamanho (Polegadas)
Tamanho da Tela: 33 polegadas (GX) / 29 polegadas (SX)
Corpo Principal: 200kg / 43.5 x 81 x 31.5
Plataforma (E): 67.5 kg / 35 x 43.6 x 21.6
Plataforma (D): 67.5 kg / 35 x 43.6 x 21.6 
TOTAL: 382 kg 

### Dimensões (Gabinete DX)
Dimensões x Peso x Tamanho (Polegadas)
Tamanho da Tela: 51 polegadas
Corpo Principal: 145 kg / 118 x 107.5 x 60
Tela: 122 kg / 125 x 189 x 73.5 
Quadro: 43 kg / 125 x 31 x 77.5 
Suporte do Monitor: 20 kg / 115 x 34 x 60 
Moldura (E, D): 32 kg / 192.5 x 34 x 48 
Cabos (E, D): 14 kg / 105 x 12 x 57.5 
Plataforma (E): 67.5 kg / 35 x 43.6 x 21.6 
Plataforma (D): 67.5 kg / 35 x 43.6 x 21.6 
TOTAL: 544 kg

## Especificações técnicas (Gabinetes Novos)

### Informação do Computador MK6
Placa-Mãe: Gigabyte GA-8IPE1000MK
CPU: Intel Celeron (Vários)
RAM: 128MB ou 256MB DDR1 (Vários)
Placa de Vídeo: NVIDIA GeForce FX 5200 

### Informação do Computador MK9
Placas-Mães: 
- Gigabyte GA-945GZM-S2
- Gigabyte GA-945GCM-S2L
- ASRock G41M-S3

CPU: Intel Celeron Exxxx (Vários)
Placas de Vídeos: 
- NVIDIA GeForce 7200GS
- NVIDIA GeForce 8400GS
- NVIDIA GeForce 9300GS

### Dimensões (Gabinete FX)
Dimensões x Peso x Tamanho (Polegadas)
Tamanho da Tela: 42 polegadas
Corpo Principal: 175 kg / 56.5 x 84.4 x 27.4
Plataforma (E): 67.5 kg / 35 x 43.6 x 21.6
Plataforma (D): 67.5 kg / 35 x 43.6 x 21.6 
TOTAL: 357 kg 

### Dimensões (Gabinete TX)
Dimensões x Peso x Tamanho (Polegadas)
Tamanho da Tela: 55 polegadas
Corpo Principal: 320 kg / 57.9 x 93.7 x 32.3
Plataforma (E): 67.5 kg / 35 x 43.6 x 21.6
Plataforma (D): 67.5 kg / 35 x 43.6 x 21.6 
TOTAL: 455 kg 

### Dimensões (Gabinete CX)
Dimensões x Peso x Tamanho (Polegadas)
Tamanho da Tela: 42 polegadas
Corpo Principal: 225 kg / 47.7 x 96.4 x 29.6
Plataforma (E): 67.5 kg / 35 x 43.6 x 21.6
Plataforma (D): 67.5 kg / 35 x 43.6 x 21.6 
TOTAL: 407 kg 

### Dimensões (Gabinete LX)
Dimensões x Peso x Tamanho (Polegadas)
Tamanho da Tela: 55 polegadas
Corpo Principal: 365 kg / 65 x 38 x 93.9
Plataforma (E): 67.5 kg / 35 x 43.6 x 21.6
Plataforma (D): 67.5 kg / 35 x 43.6 x 21.6 
TOTAL: 500 kg 